# 東経81度線
東経81度線（とうけい81どせん）は、本初子午線面から東へ81度の角度を成す経線である。北極点から北極海、アジア、インド洋、南極海、南極大陸を通過して南極点までを結ぶ。
東経81度線は、西経99度線と共に大円を形成する。

## 通過する地域一覧
東経81度線は、北極点から南極点まで南に向かって以下の場所を通っている。
| 地理座標                                             | 国土・領土・領海     | 備考 |
| ---------------------------------------------------- | -------------------- | --- |
| 北緯90度0分 東経81度0分 / 北緯90.000度 東経81.000度  | 北極海               | |
| 北緯81度7分 東経81度0分 / 北緯81.117度 東経81.000度  | カラ海               | |
| 北緯73度34分 東経81度0分 / 北緯73.567度 東経81.000度 | ロシア               | |
| 北緯72度24分 東経81度0分 / 北緯72.400度 東経81.000度 | エニセイ湾（英語版） | |
| 北緯71度56分 東経81度0分 / 北緯71.933度 東経81.000度 | ロシア               | |
| 北緯51度12分 東経81度0分 / 北緯51.200度 東経81.000度 | カザフスタン         | |
| 北緯45度10分 東経81度0分 / 北緯45.167度 東経81.000度 | 中華人民共和国       | 新疆ウイグル自治区 チベット自治区 |
| 北緯30度16分 東経81度0分 / 北緯30.267度 東経81.000度 | インド               | ウッタラーカンド州 - 約7km |
| 北緯30度12分 東経81度0分 / 北緯30.200度 東経81.000度 | ネパール             | |
| 北緯28度27分 東経81度0分 / 北緯28.450度 東経81.000度 | インド               | ウッタル・プラデーシュ州 マディヤ・プラデーシュ州 チャッティースガル州 マハーラーシュトラ州 チャッティースガル州 アーンドラ・プラデーシュ州 |
| 北緯15度44分 東経81度0分 / 北緯15.733度 東経81.000度 | インド洋             | ベンガル湾 |
| 北緯8度56分 東経81度0分 / 北緯8.933度 東経81.000度   | スリランカ           | |
| 北緯6度6分 東経81度0分 / 北緯6.100度 東経81.000度    | インド洋             | |
| 南緯60度0分 東経81度0分 / 南緯60.000度 東経81.000度  | 南極海               | |
| 南緯67度52分 東経81度0分 / 南緯67.867度 東経81.000度 | 南極大陸             | オーストラリア南極領土（ オーストラリアが領有権主張）                                                                                       |